# Hood County
Hood County är ett administrativt område i delstaten Texas, USA. År 2010 hade county  51 182 invånare. Den administrativa huvudorten (county seat) är Granbury.

## Geografi
Enligt United States Census Bureau har countyt en total area på 1 131 km². 1 092 km² av den arean är land och 39 km² är vatten.

### Angränsande countyn
- Parker County - norr
- Johnson County - öster
- Somervell County - söder
- Erath County - väster
- Palo Pinto County - nordväst

### Orter
- Brazos Bend
- Cresson (delvis i Johnson County och i Parker County)
- DeCordova
- Granbury (huvudort)
- Lipan
- Tolar